# Потребительство

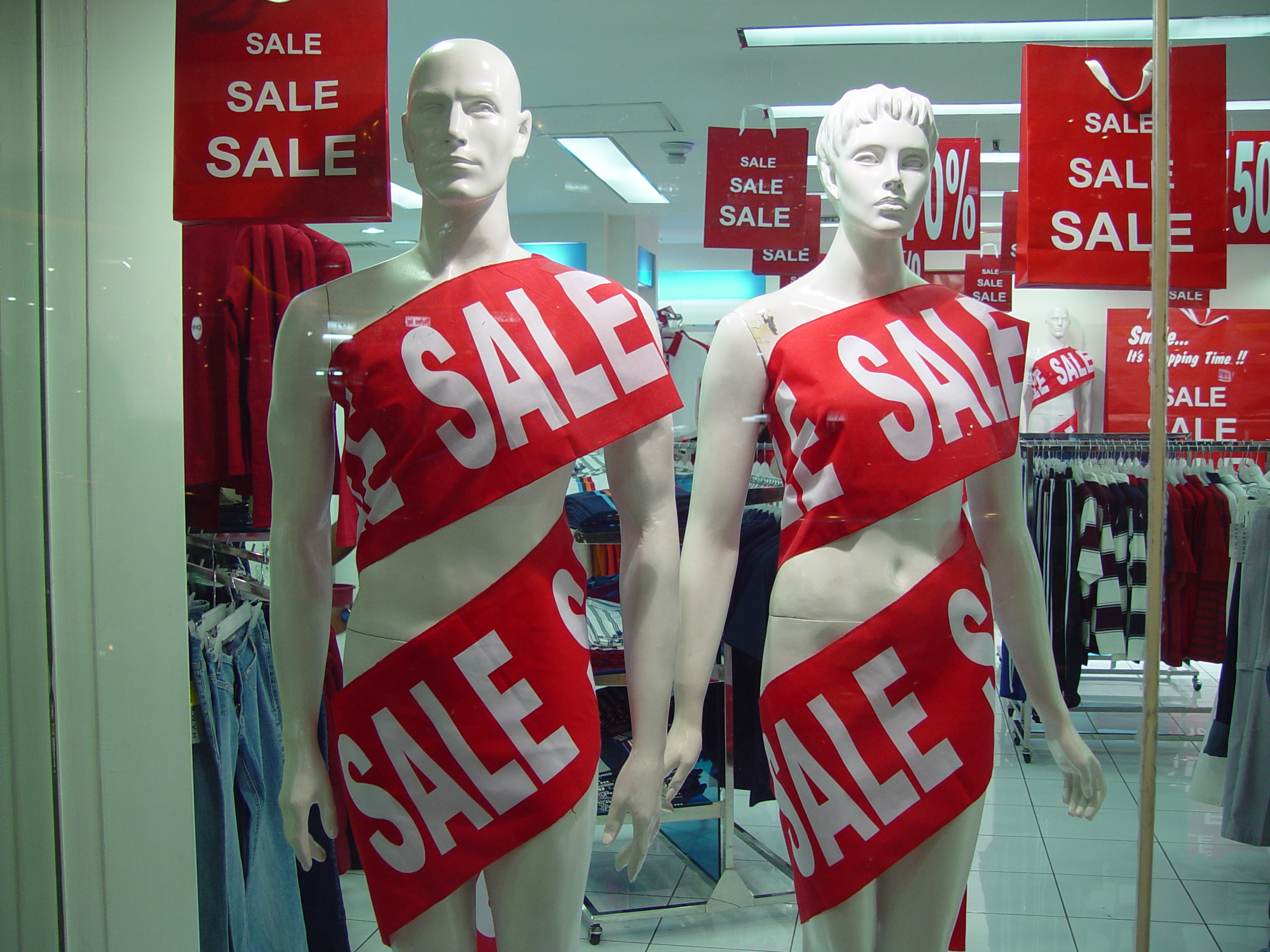

Потребительство (консьюмеризм, консумеризм — транслитерации англ. consumerism) — тип социально-экономических отношений, при котором потребление товаров и услуг происходит свыше необходимых потребностей (необходимых для жизни или традиционных проявлений статуса).
Также имеет несколько других значений:
- как историческое явление движения по защите прав потребителей[2];
- как характеристика потребления.

## Потребительство как историческое явление

15 марта 1962 года в США президент Джон Кеннеди ввёл «Билль о правах потребителя». Этот документ установил, что потребительская общественность имеет право на защиту, информацию, выбор и, кроме того, она имеет право на то, чтобы быть выслушанной. Эта дата теперь ежегодно отмечается как Всемирный день защиты прав потребителей.
Постепенно соответствующие законы о защите прав потребителей были приняты в большом количестве стран.

## Демонстративная трата
Вожди, удачливые купцы и фабриканты, военные и юристы — все время от времени прибегали к нефункциональной трате. При этом они не потакали своим капризам, а действовали здраво — создавали о себе необходимое для дела впечатление с помощью антуража, а когда требовалось — широких жестов.
Подобными жестами они нарабатывают репутацию. Окружающие воочию убеждаются, что ему не легко будет с репутацией расстаться, — это и есть искомое состояние: предъявленная страховка от того, что в дальнейшем человек поведет себя неподобающе.
Демонстративная трата работает как залог предсказуемости и основа доверия со стороны потенциальных партнеров. (К слову, в основе имиджевой рекламы тоже лежит логика задатка: тот, кто не производит гарантированно хорошую продукцию, не станет тратиться на своё паблисити, ведь, сделав плохой товар узнаваемым, его, как правило, трудней продать. Покупатели считывают этот сигнал на уровне подсознания.) Такова фундаментальная логика траты как превентивной жертвы — она лишь кажется необязательной, на деле это инвестиция в информацию о будущем, в доверие.

## Критика потребительства
Для некоторых потребительство в современном мире становится своего рода пагубной зависимостью, развивается ониомания. Для человека, страдающего такой зависимостью, товары теряют собственную значимость и становятся лишь символом причастности к некой общественной группе. Идея возможности достижения социального превосходства через потребление порождает в сознании покупателя веру в то, что сам акт покупки способен доставить большее удовлетворение, нежели собственно продукт, который приобретается. Критики потребительства считают, что человеческое счастье ставится в зависимость от уровня потребления, потребление становится целью и смыслом жизни.
Основная критика идеологии потребительства развивается в религиозной среде. С религиозной точки зрения, оно игнорирует духовные ценности, если они вне сферы рыночных отношений, эксплуатирует и поощряет страсти, эмоции, пороки, в то время, как все основные религии призывают к их обузданию, ограничению. Примером критики потребительства в христианстве является энциклика папы римского Иоанна Павла II «Centesimus Annus» (1991), согласно которой потребительство — одно из наиболее опасных следствий радикальной формы капитализма.

### Контраргументы сторонников потребительства
Процессы, которые превратно истолковываются как дурновкусие, маниакальная скупка и показуха, вовсе не сводятся к названным досадным проявлениям. Экономист начала XXI века Александр Долгин пишет, что «неприятие культурных трендов потребления вызвано тем, что многие в принципе не разобрались в устройстве общества потребления… Современным обществом все активнее управляет некое разумное символическое начало, ничуть не менее властное, чем конкуренция за материальные ресурсы. Из этого вырастают иные жизненные реалии и, под стать им, иная мораль, о которой неверно судить с прежних позиций».
Вещи говорят больше, чем о богатстве, одновременно они маркируют вкус, ментальность, социальную принадлежность и прочие качества личности.
Потребительское общество предоставляет в распоряжение людей сигнальную систему и практики, обслуживающие необходимость в сближении и дистанцировании. Причём эффективность этой сигнальной системы зависит от скорости, трудоёмкости и полноты взаимного «просвечивания». А это, в свою очередь, влияет на качество окружения, в котором живут люди, на качество коммуникаций и, в конечном счёте, на качество жизни.

## В культуре
- Роман Олдоса Хаксли «О дивный новый мир» (1932)
- Художественный фильм «100 вещей и ничего лишнего» (2018)